# .ve
.ve ist die länderspezifische Top-Level-Domain (ccTLD) für Venezuela. Sie wurde am 7. März 1991 an das Centro Nacional de Tecnologias de Informacion mit Sitz in Caracas delegiert und wird heute durch die Comision Nacional de Telecommunicaciones (CONATEL) verwaltet.

## Eigenschaften
Eine .ve-Domain darf insgesamt zwischen drei und 63 Zeichen lang sein und von jeder natürlichen oder juristischen Person weltweit bestellt werden. Ein Wohnsitz oder eine Niederlassung im Land sind nicht notwendig. Die Vergabe erfolgt vollkommen automatisiert, benötigt mit bis zu vier Tagen aber dennoch vergleichsweise viel Zeit. Neben alphanumerischen Zeichen werden seit einiger Zeit auch Sonderzeichen unterstützt, jedoch sind diese nicht bei jedem Domain-Registrar nutzbar. Zu den verfügbaren Zeichen gehören auch die im Spanischen üblichen Buchstaben.
Die Top-Level-Domain .ve ist eine der ersten Endungen, die das Schiedsgerichtsverfahren der WIPO anerkannt haben. Bereits seit April 2001 können Inhaber einer Marke oder Domain Streitigkeiten mit anderen Personen auf diesem Weg lösen, ohne ein teures und kompliziertes Gerichtsverfahren durchführen zu müssen. Die ICANN unterstützt die Lösung von Konflikten auf diesem Weg auch für ccTLDs ausdrücklich.

## Subdomains
Domains können nur auf dritter Ebene registriert werden, dafür stehen unter anderem folgende Domains zur Verfügung:
- info.ve und web.ve – beliebige Inhaber
- arts.ve – Kunstorientierte Institutionen
- gov.ve – Regierungseinrichtungen (veraltend)
- org.ve – allgemein für Organisationen
- com.ve und co.ve – kommerzielle Unternehmen
- gob.ve – Regierungseinrichtungen
- edu.ve – Bildungseinrichtungen
- mil.ve – für das Militär
- net.ve – Internet Service Provider
- radio.ve – Radiostationen